# The Moxy Show
The Moxy Show (även The Moxy Pirate Show och The Moxy & Flea Show) är en amerikansk animerad TV-serie, skapad av Brad DeGraf och producerad av Colossal Pictures och Turner Broadcasting System. Serien sändes på Cartoon Network mellan 1993 och 1995.